# Bentejuí
Bentejui va ser un líder guerrer de Gran Canària que es va resistir militarment a la conquesta de l'illa per part dels conquistadors enviats per la Corona de Castella. Va néixer sobre el 1450, probablement, en les proximitats de l'actual Gáldar (Gran Canària) i va morir el 29 d'abril de 1484.

## Història
Després del final de la resistència guanxe a l'interior de l'illa, el 1481, i la captura de Tenesor Semidan, guanarteme de Gáldar, per part de l'Adelantado castellà Alonso Fernández de Lugo, s'arriba a la signatura de la Carta de Calataiud entre Tenesor, com a representant del Regne de Canàries, i Ferran el Catòlic, rei d'Aragó, en nom dels Regnes de les Espanyes, pel qual les illes canàries passen a ser part de la Corona de Castella i els comandaments de l'exèrcit espanyol destinats a Canàries obtenen terres, així com els diferents guanartemes, menceys o reis tribals que queden com a responsables polítics. En caure Gáldar, la resistència aborigen contra el tractat amb Espanya es trasllada a les zones muntanyenques de l'interior, on Bentejuí, comptant amb el suport del faycán de Telde i de la princesa galdenca Guayarmina Semidán, organitza l'última resistència en els alts rocosos de l'illa. Tenesor es reuneix amb ells per a tractar de convèncer-los que cessin en la rebel·lió: el 29 d'abril de 1486 conversa amb Guayarmina Semidan, descendent com ell dels Semidan, i amb Bentejuí en la fortalesa d'Ansite. Després de la reunió, Guayarmina baixa i es lliura, mentre que Bentejuí i el Faycán de Telde se suïciden seguint el ritual guanxe, abocant-se pel barranc d'Atis Tirma, així anomenat per ser aquesta la frase que la tradició narra que van exclamar al precipitar-se al buit ("Visca la Muntanya sagrada"). Amb la seva mort acaba tota resistència armada i organitzada a la conquesta de Gran Canària per part dels Reis Catòlics.